# B軍集団
B軍集団(ドイツ語: Heeresgruppe B)は、第二次世界大戦下のドイツ国防軍の軍集団。別々の期間に3回編成された。

## フランス戦
最初は1940年にフランス侵攻でベルギーとオランダを侵攻する部隊から編成され、ロッテルダム空挺強襲の後にマース(Maas)橋の占領を計画した。1940年に行われたこれらの作戦の際、B軍集団には最大30万人が参加していた。

## 東部戦線
2回目のB軍集団は南方軍集団が1942年の夏攻勢（ブラウ作戦）のために2編成に分けられ、編成された。第6軍 (ドイツ軍)などが含まれるB軍集団は北部に展開し、スターリングラードへの攻撃を行ってA軍集団の北の脇を守る役目が与えられた。
1943年、B軍集団の残存部隊とドン軍集団は統合され、再び南方軍集団となり、東部戦線での戦闘を続けた。

## イタリア・北部フランス
3回目のB軍集団はこの地域の連合国の攻撃をできるだけ防ぐために北イタリアに編成された。司令官はエルヴィン・ロンメルであった。
B軍集団はその後1944年6月6日、D-Day上陸に対抗するために北フランスに移動した。7月19日、ギュンター・フォン・クルーゲ陸軍元帥がロンメルから司令を引き継いだ。さらに一ヵ月後の8月17日、司令はヴァルター・モーデルに変わった。
1944年から1945年にかけて軍集団はフランスにおける戦闘で戦い続け、オーバーロード作戦等で戦っている。その後、低地諸国に移動したが、HQがアルンヘム近郊のオスタービークに置かれており、バルジの戦いに参加する前にマーケット・ガーデン作戦が開始され、モーデルは衝撃を受けた。
最終的に、B軍集団は北部ドイツのルール・ポケットに孤立し、さらに小さく部隊が分けられ、最終的に1945年4月21日に降伏した。

## 司令官
西部戦線
- フェードア・フォン・ボック: 1939年10月12日-

東部戦線
- マクシミリアン・フォン・ヴァイクス : 1942年8月-1943年2月

北イタリア・北部フランス
- エルヴィン・ロンメル : 1944年6月14日-
- ギュンター・フォン・クルーゲ : 1944年7月19日-
- ヴァルター・モーデル :1944年8月17日-

## 戦闘序列

### 軍集団司令部
- 第537通信連隊
- 第605通信連隊 (2nd list)

### 参加部隊
| Date        | 麾下部隊                                                                                  | Stationed at... |
| ----------- | ----------------------------------------------------------------------------------------- | --------------- |
| 1939年      |                                                                                           |                 |
| 1939年11月  | 第4軍、第6軍、第18軍                                                                      | Add Ref         |
| 1940年      |                                                                                           |                 |
| 1940年5月   | 第6軍、第18軍                                                                             | Add Ref         |
| 1940年6月   | 第9軍、第6軍、第4軍、クライスト装甲集団                                                   | Add. Ref        |
| 1940年7月   | 第7軍、第4軍                                                                              | Add. Ref        |
| 1940年8月   | 第7軍、第4軍、第6軍                                                                       | Add. Ref        |
| 1940年9月   | 第18軍、第4軍、第6軍                                                                      | Add. Ref        |
| 1941年      |                                                                                           |                 |
| 1941年1月   | 第18軍、第4軍、第17軍、第2戦車集団、ポーランド総督府軍司令                                | Add. Ref        |
| 1941年5月   | 第9軍、第4軍                                                                              | Add. Ref        |
| 1942年      |                                                                                           |                 |
| August 1942 | 第2軍、ハンガリー第2軍 イタリア第8軍、第29軍団、第6軍、第4装甲軍                          | Add. Ref        |
| 1942年9月   | 第2軍、ハンガリー第2軍、イタリア第8軍、第6軍、第4装甲軍                                   | Add. Ref        |
| 1942年10月  | 第2軍、ハンガリー第2軍、イタリア第8軍、第4装甲軍、ルーマニア第3軍、ルーマニア第4軍        | Add. Ref        |
| 1942年11月  | 第2軍、ハンガリー第2軍、イタリア第8軍、第6軍、第4装甲軍、ルーマニア第3軍、ルーマニア第4軍 | Add. Ref        |
| 1942年12月  | 第2軍、ハンガリー第2軍、イタリア第8軍                                                     | Add. Ref        |
| 1943年      |                                                                                           |                 |
| 1943年1月   | 第2軍、ハンガリー第2軍、イタリア第8軍、fretter-pico陸軍支隊                               | Add. Ref        |
| 1943年2月   | 第2軍、ハンガリー第2軍、イタリア第8軍、Hubert Lanz支隊                                    | Add. Ref        |
| 1943年9月   | 第51軍団、第2SS装甲軍団、第87軍団 LXXXVII Army Corps                                      | Add. Ref        |
| 1943年12月  | デンマークの国防軍最高司令部によって処分                                                  | Add. Ref        |
| 1944年      |                                                                                           |                 |
| 1944年5月   | 第7軍、第15軍、オランダ地域の国防軍司令官                                                 | Add. Ref        |
| 1944年6月   | 第7軍、第15軍、オランダ地域の国防軍司令官、西部装甲集団                                   | Add. Ref        |
| 1944年8月   | 第1軍、第5装甲軍、第7軍、第15軍、オランダ予備部隊                                         | Add. Ref        |
| 1944年9月   | 第7軍、第15軍、第1降下猟兵軍                                                              | Add. Ref        |
| 1944年11月  | 第7軍、第5装甲軍、シュトゥデント軍集団                                                    | Add. Ref        |
| 1944年12月  | 第7軍、第5装甲軍                                                                          | Add. Ref        |
| 1945年      |                                                                                           |                 |
| 1945年1月   | 第7軍、第5装甲軍、第6装甲軍、第15軍                                                       | Add. Ref        |
| 1945年2月   | 第7軍、第5装甲軍、第15軍                                                                  | Add. Ref        |
| 1945年4月   | 第15軍、第5装甲軍、フォン・リュトヴィッツ支隊                                             | Add. Ref        |